# Diyala
El Diyala o Sirwan (àrab: ديالى, Diyālà; persa: دیاله; kurd: سيروان, Sîrwan) és un riu de l'Àsia occidental que neix a l'Iran amb el nom de Sirwan i pren el nom de Diyala en confluir amb el Hulwand, per desaiguar després al Tigris, a l'Iraq. Té una llargada de 445 km.
Neix prop de Sanandajd, a les muntanyes Zagros, a l'Iran. Està format per la confluència del riu Sirwan i el riu Tanjaro a la presa de Darbandikhan a la governació de Sulaymaniyah al nord de l'Iraq. Cobreix una distància total de 445 km. Durant 32 km, fa frontera entre Iran i Iraq. Finalment, entra a Iraq i desemboca al Tigris sota Bagdad. Una resclosa a la part inferior del seu curs controla el cabal del riu i serveix per regar territoris al nord de Bagdad.
El riu dona nom a la governació de Diyala, a l'Iraq.